# Coupe du monde masculine de hockey sur gazon 1971
 (avril 2025).
Navigation
Amstelveen 1973
La 1re édition de la coupe du monde de hockey sur gazon a lieu du 15 au 24 octobre 1971 à Barcelone en Espagne.

## Nations participantes
| EHF 4 places | PAHF 1 places                | AfHF 1 places                                                                |
| Allemagne : 1re phase finale Espagne H : 1re phase finale France : 1re phase finale Pays-Bas : 1re phase finale | Argentine : 1re phase finale | Kenya : 1re phase finale                                                     |
| Allemagne : 1re phase finale Espagne H : 1re phase finale France : 1re phase finale Pays-Bas : 1re phase finale | OHF 1 places                 | AHF 3 places                                                                 |
| Allemagne : 1re phase finale Espagne H : 1re phase finale France : 1re phase finale Pays-Bas : 1re phase finale | Australie : 1re phase finale | Inde : 1re phase finale Japon : 1re phase finale Pakistan : 1re phase finale |

## Tour préliminaire

### Poule A
| Équipe               | Pts | PJ | V | N | D | BP | BC | Diff |
| -------------------- | --- | -- | - | - | - | -- | -- | ---- |
| Inde                 | 4   | 4  | 0 | 0 | 5 | 0  | +5 | 8    |
| Kenya                | 4   | 2  | 0 | 2 | 5 | 3  | +2 | 4    |
| Allemagne de l'Ouest | 4   | 2  | 0 | 2 | 9 | 5  | +4 | 4    |
| France               | 4   | 2  | 0 | 2 | 2 | 5  | −3 | 4    |
| Argentine            | 4   | 0  | 0 | 4 | 1 | 9  | −8 | 0    |

### Poule B
| Équipe    | Pts | PJ | V | N | D | BP | BC | Diff |
| --------- | --- | -- | - | - | - | -- | -- | ---- |
| Espagne   | 5   | 4  | 2 | 1 | 1 | 5  | 3  | +2   |
| Pakistan  | 5   | 4  | 2 | 1 | 1 | 11 | 8  | +3   |
| Pays-Bas  | 4   | 4  | 1 | 2 | 1 | 4  | 4  | 0    |
| Australie | 3   | 4  | 1 | 1 | 2 | 4  | 7  | −3   |
| Japon     | 3   | 4  | 1 | 1 | 2 | 2  | 4  | −2   |

 Matches 
- Pays-Bas - Pakistan : 3-3

## Phase finale
|  | Demi-finales    | Demi-finales    |                        |   | Finale          | Finale          |
|  | Demi-finales    | Demi-finales    |                        |   | Finale          | Finale          |
|  |                 |                 |                        |   |                 |                 |
|  | 22 octobre 1971 | 22 octobre 1971 |                        |   | 24 octobre 1971 | 24 octobre 1971 |
|  | 22 octobre 1971 | 22 octobre 1971 |                        |   | 24 octobre 1971 | 24 octobre 1971 |
|  | Inde            | 1               |                        |   | 24 octobre 1971 | 24 octobre 1971 |
|  | Inde            | 1               |                        |   | 24 octobre 1971 | 24 octobre 1971 |
|  | Pakistan        | 2               |                        |   | 24 octobre 1971 | 24 octobre 1971 |
|  | Pakistan        | 2               | Espagne                | 0 |                 |                 |
|  | 22 octobre 1971 |                 | Espagne                | 0 |                 |                 |
|  |                 | Pakistan        | 1                      |   |                 |                 |
|  | Espagne         | Pakistan        | 1                      | 1 |                 |                 |
|  | Espagne         |                 |                        | 1 |                 |                 |
|  | Kenya           | 0               |                        |   |                 |                 |
|  | Kenya           | 0               | Match pour la 3e place |   |                 |                 |
|  |                 |                 |                        |   |                 |                 |
|  | 24 octobre 1971 |                 |                        |   |                 |                 |
|  |                 |                 |                        |   |                 |                 |
|  | Inde            | 2               |                        |   |                 |                 |
|  | Inde            | 2               |                        |   |                 |                 |
|  | Kenya           | 1               |                        |   |                 |                 |
|  | Kenya           | 1               |                        |   |                 |                 |

## Nombre d'équipes par confédération et par tour
| Confédération | Phase de groupes                               | Demi-finales    | Finale (dont champion) |
| ------------- | ---------------------------------------------- | --------------- | ---------------------- |
| AHF           | 3 Inde Pakistan Japon                          | 2 Inde Pakistan | 1(1) Pakistan          |
| EHF           | 4 Allemagne de l'Ouest France Espagne Pays-Bas | 1 Espagne       | 1(0) Espagne           |
| AfHF          | 1 Kenya                                        | 1 Kenya         | aucun                  |
| OHF           | 1 Australie                                    | aucun           | aucun                  |
| PAHF          | 1 Argentine                                    | aucun           | aucun                  |
| Total         | 10                                             | 4               | 2 (1)                  |